# Feuerfester Werkstoff

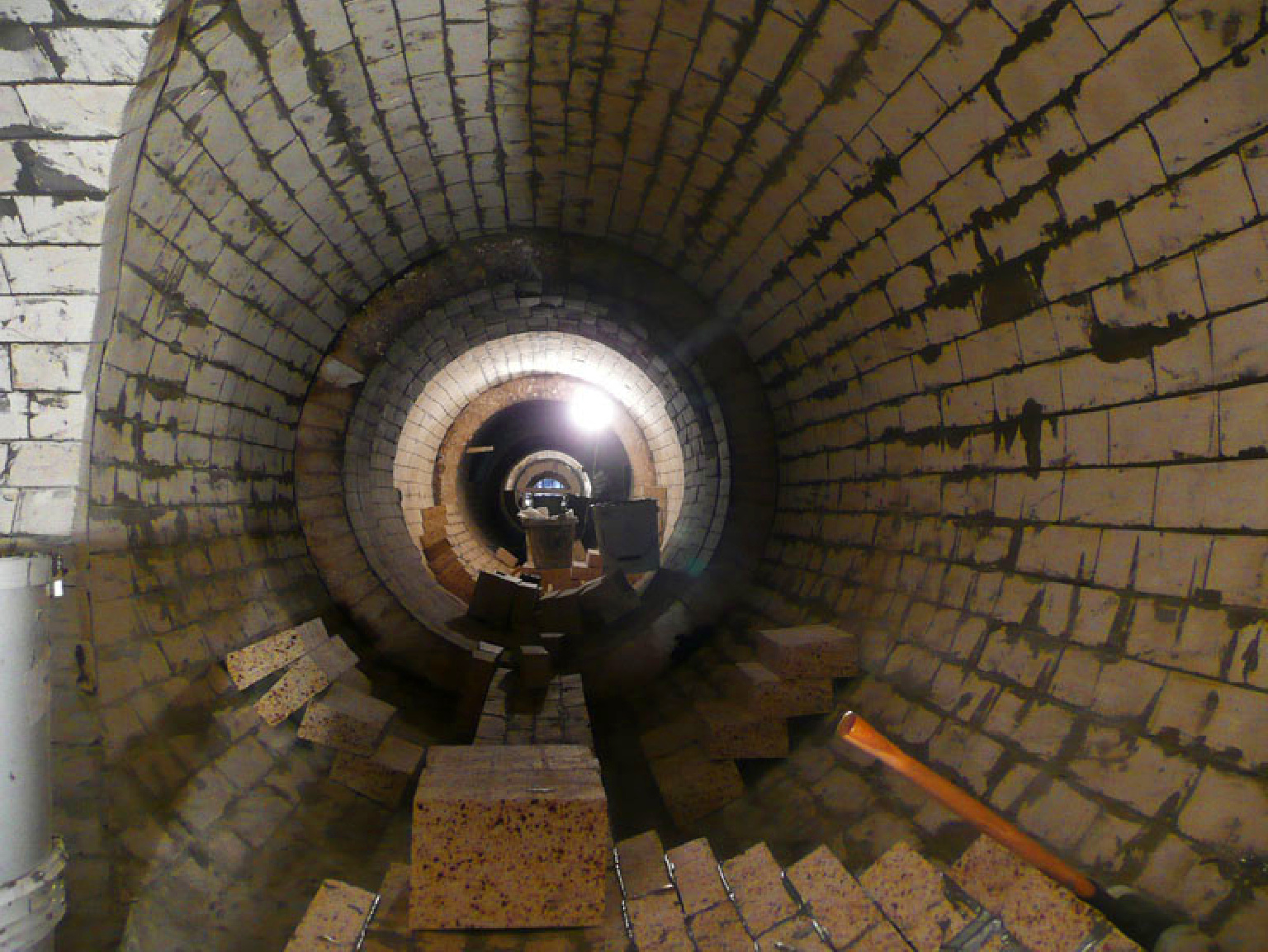
Ofenauskleidung des Hochofens 6 im Stahlwerk Seraing

Als feuerfeste Werkstoffe oder Hochtemperaturwerkstoffe bezeichnet man in der Technik im Allgemeinen keramische Erzeugnisse und Werkstoffe mit einer Einsatztemperatur von über 600 °C. Laut Definition (DIN 51 060) sind jedoch nur Werkstoffe mit einem Kegelfallpunkt größer SK 17 (= ISO 150) – was in etwa 1500 °C entspricht – als feuerfest zu bezeichnen. Diese Grenztemperatur entspricht ungefähr dem Schmelzpunkt von Eisen und ist zoll- und bergbaurechtlich von Belang.
Zu den feuerfesten Werkstoffen im weitesten Sinne könnten auch die im Bauwesen verwendeten Brandschutzplatten gezählt werden, die teilweise ähnlich aufgebaut sind, teilweise jedoch nur für einmalige Brandbeanspruchung ausgelegt sind, so etwa GKF Gipskartonplatten.
Die Hauptkomponenten anorganischer nichtmetallischer Materialien (Keramik und Glas, Glaskeramik, Glasfasern und Mineralfasern) sind die Oxide Siliciumdioxid, Aluminiumoxid, Magnesiumoxid, Calciumoxid, Zirconiumoxid und Chromoxid. Zudem sind Kohlenstoff (C) und Siliciumcarbid (SiC) wichtige Komponenten. Außerdem muss man die sog. Refraktärmetalle (Molybdän, Wolfram) sowie die Platingruppenmetalle (Edelmetalle) und ihre Legierungen auf Grund ihrer hohen Schmelzpunkte und ihrer chemischen Beständigkeit gegenüber vielen Schlacken und Schmelzen zu den feuerfesten Werkstoffen zählen.
Genauer wäre folgende Definition: Refraktärwerkstoffe sind metallische und keramische Materialien für Einsatztemperaturen (ab 300 °C) über 600 °C (hier gibt es keine allgemeingültige Definition!) bis über 1700 °C, die im direkten Wärmekontakt zu einem Hochtemperaturprozess (z. B.: Schmelzen von Metallen oder Glas; Brennen von Keramik) und zu seinen thermischen Folge- und Nebenprozessen (Formgebung, Wärmebehandlung,..) stehen.
Hauptanwendungszweck der feuerfesten Werkstoffe sind also Ofenauskleidungen der Eisen- und Stahl-, Glas-, Aluminium-, Zement- und keramischen Industrie sowie formgebende Werkzeuge in den genannten Industriezweigen. Dabei spielt bei der Auswahl der für einen Prozess geeigneten Werkstoffe nicht nur die Temperatur eine wichtige Rolle, sondern auch die Atmosphäre, die minimale zeitliche Haltbarkeit bzw. Einsatzfähigkeit, die chemische Beständigkeit, die erreichbare mechanische Festigkeit u. a. m.

## Herstellung
Die Herstellung der hochtemperaturbeständigen Materialien hängt von der Werkstoffklasse (Keramik, Metall, Verbundmaterial) ab, wird aber auch durch die erforderlichen Materialeigenschaften für den geplanten Anwendungszweck maßgeblich bestimmt. Es kommen eigentlich alle Produktionsverfahren für die Herstellung feuerfester Werkstoffe zum Einsatz, die für die jeweilige Werkstoffgruppe spezifisch sind. Bei Keramiken sind dies u. a. Pressen, Gießen, Stampfen, Schmelzguss und bei Metallen beispielsweise Legieren, Walzen oder Schmelzen.

## Physikalische Daten
| Ziegel aus     | Schmelzpunkt °C          | Raumgewicht g/cm³ | Verhalten unter Hitzebelastung             | Wärmeleitfähigkeit bei 1000 °C | Widerstandsfähigkeit gegen Abplatzen |
| -------------- | ------------------------ | ----------------- | ------------------------------------------ | ------------------------------ | ------------------------------------ |
| Schamotte      | 1615–1715                | 2,65–2,75         | Erweicht bei 1350 °C                       | 16,32                          | gut                                  |
| Silika         | 1705                     | 2,29–2,44         | Erweicht und bricht bei 1600–1650 °C       | 18,42                          | schlecht                             |
| Magnesit       | 2165                     | 3,44–3,60         | Bricht bei 1410–1550 °C                    | 33,08                          | sehr schlecht                        |
| Siliciumcarbid | zersetzt sich ab 2000 °C | 3,12–3,20         | Bei 1650 °C kein Reißen und kein Erweichen | 83,74                          | gut                                  |
| Bauxit         | 1565–1785                | 3,15–3,25         | Erweicht bei 1350 °C                       | /                              | gut                                  |
| Alundum        | 2050                     | 3,90–4,00         | Bei 1550 °C noch kein Erweichen            | 34,75 (650–1020 °C)            | gut                                  |

## Wirtschaftliche Daten
Weltweit wurden 1997 ca. 17,8 Millionen Tonnen an feuerfesten Materialien erzeugt, während es 2001 nur noch etwas über zwölf Millionen Tonnen waren. In Deutschland sank die Produktion von feuerfesten Werkstoffen von über 1,6 Millionen Tonnen im Jahr 1980 auf knapp unter eine Million Tonnen im Jahr 2004.
Der Bedarf an Refraktärmetallen und Platingruppenmetallen steigt zwar weltweit, jedoch ist dieser Anstieg nicht durch Anwendungen im Feuerfestbereich bedingt, sondern auf Grund anderer Einsatzgebiete. Zurzeit (2005) werden pro Jahr ca. 140.000 t Molybdän weltweit erzeugt, ca. 40.000 t Wolfram und ca. 120 t Platin (aus der Primärproduktion) sowie ca. 100 t der anderen Platingruppenmetalle.
Der Preis für eine Tonne an Refraktärmaterial bzw. dessen Hauptrohstoff (im Jahr 2005) ist in seiner Größenordnung für einige Werkstoffe aufgeführt. Bei den Platingruppenmetallen wird der Preis durch die Tagesbörse bestimmt, bei den anderen Materialien vor allem durch die Nachfrage an einzelnen Rohstoffen, die aber in anderen Industriezweigen massenhaft eingesetzt werden:
| Material                   | Preis/(Tonne ⋅ €) |
| -------------------------- | ----------------- |
| Platin                     | 25.000.000        |
| Molybdänoxid               | 100.000           |
| schmelzgegossenes AZS Anm. | 20.000            |
| Silika                     | 750               |

## Einsatzverhalten
Je nach Einsatzbedingungen unterliegen Refraktärwerkstoffe einem mehr oder wenig starken Verschleiß. Die Lebens- bzw. Einsatzdauer für feuerfeste Produkte beträgt zwischen wenigen Tagen und vielen Jahren. Diese ist u. a. abhängig von der Temperatur im Einsatzfall, der chemischen Beständigkeit gegenüber umgebenden Medien bei den hohen Temperaturen, von den Werkstoffeigenschaften oder von der Betriebsweise der Aggregate.

## Begrifflichkeit
Viele Erzeugnisse des täglichen Lebens sind nicht feuerfest, sondern nur wärmeverträglich, hitzebeständig, temperaturwechselbeständig oder schwer entflammbar, werden jedoch im allgemeinen Sprachgebrauch und in der Werbung als „feuerfest“ bezeichnet. Ein bekanntes Beispiel ist „feuerfestes“ Glas (früher sog. Jenaer Glas, ein Borosilicatglas, bzw. heute meist Glaskeramiken).
Die Auskleidung von Kaminöfen, die Baustoffe von Kachelöfen und Kleinstbiomasseverbrennungsanlagen (z. B. Pelletheizungen) sind Beispiele für feuerfeste Werkstoffe im täglichen Gebrauch. Des Weiteren sind Hochtemperaturwollen ein wichtiger Bestandteil in Abgaskatalysatoren (Automotive) und Haushaltsgeräten, die ihrer Bestimmung nach Wärme erzeugen.

## Industrieller Einsatz
Je nach Anwendungsziel werden unterschiedliche feuerfeste Werkstoffe eingesetzt. Der Einsatz von dichten geformten und ungeformten Werkstoffen (< 45 Vol.-% Gesamtporosität) hat das Ziel, Prozessmedien wirksam zu widerstehen und aufgrund ihrer hohen Festigkeit feuerfesten Zustellungen die notwendige mechanische Stabilität zu verleihen. Wärmedämmende, geformte und ungeformte feuerfeste Erzeugnisse (>45 Vol.-% Gesamtporosität) hingegen, sollen die Wärmeverluste aus dem Prozess regulieren und in aller Regel gering halten. Aufgrund der hohen Gesamtporosität sind diese Erzeugnisse allgemein wenig mechanisch stabil und nicht geeignet für den Einsatz in direkter Gegenwart flüssiger Korrosionsmedien. Dichte und wärmedämmende Erzeugnisse ergänzen sich in aller Regel in einer typischen Ofenzustellung, wobei die wärmedämmenden Erzeugnisse hinter den dichten Erzeugnissen eingebaut werden. Aufgrund der geringen mechanischen Beständigkeit sind wärmedämmende feuerfeste Werkstoffe empfindlich gegenüber Temperaturwechseln, was insbesondere beim periodischen Betrieb von Industrieöfen berücksichtigt werden muss, sofern diese Erzeugnisse direkt an der heißen Seite eingesetzt werden sollen. Hier setzt man oftmals Hochtemperaturwolle ein, welche durch ihre hohe Elastizität unempfindlich gegenüber Temperaturwechselbeanspruchungen ist und zudem, aufgrund ihrer geringen Dichte, eine ausgesprochen niedrige Wärmekapazität besitzt.
Der spezifische industrielle Einsatz gibt in aller Regel auch vor, welche Werkstoffe aus mineralischer Sicht zum Einsatz kommen. Neben der Anwendungstemperatur sind die chemische Zusammensetzung der Prozessmedien sowie deren Aggregatzustände und die Betriebsweise der Anlage maßgeblich für die Auswahl des Werkstoffes.
| Industrie      | Beispiele                                | Austauschzyklus |
| -------------- | ---------------------------------------- | --------------- |
| Stahl          | Konverter, Elektroöfen, Stahlgießpfannen | 2 Monate        |
| Kokerei        | Koksofen                                 |                 |
| Zement/Kalk    | Drehrohröfen                             | jährlich        |
| NE-Metalle     | Kupferkonverter                          | 1–10 Jahre      |
| Glas           | Glasschmelzöfen                          | bis zu 10 Jahre |
| (Petro-)Chemie | Sekundärreformer                         | 5–10 Jahre      |

### Allgemein
- Wolfgang Schulle: Feuerfeste Werkstoffe. Feuerfestkeramik. Eigenschaften, prüftechnische Beurteilung, Werkstofftypen. Deutscher Verlag für Grundstoffindustrie, Leipzig 1991, ISBN 3-342-00306-5.
- Gerald Routschka, Hartmut Wuthnow (Hrsg.): Praxishandbuch Feuerfeste Werkstoffe. 5. Auflage. Vulkan-Verlag, Essen 2011, ISBN 978-3-8027-3161-7.
- Deutsche Gesellschaft Feuerfest- und Schornsteinbau e. V., Düsseldorf (Hrsg.): Feuerfestbau. Werkstoffe – Konstruktion – Ausführung. 3. Auflage. Vulkan-Verlag, Essen 2003, ISBN 3-8027-3149-2.

### Für Glasanwendungen
- F. Gebhardt, M. Dunkl, K. Wieland, J. Disam, B. Fleischmann: Feuerfeste Werkstoffe für die Glasindustrie und deren Prüfung. Verlag der Deutschen Glastechnischen Gesellschaft, Frankfurt am Main 1998, ISBN 3-921089-24-7.
- B. Fleischmann, G. Wachter, A. Winkelmann, C. Jatzwauk, B. Schmalenbach: Glasschmelzofenbau. Feuerfeste Werkstoffe und konstruktive Merkmale. Verlag der Deutschen Glastechnischen Gesellschaft, Offenbach am Main 2005, ISBN 3-921089-44-1.
- W. Simader, U. Jantsch, M. Oechsle, D. Lupton, R. Rathke, D. Coupland: Production, properties and applications of refractory and platinum group metals for the contact with glass melts. Verlag der Deutschen Glastechnischen Gesellschaft, Offenbach/M. 2006, ISBN 3-921089-49-2.